# 와타쓰미
와타쓰미 또는 와다쓰미(일본어: 海神)는 일본 신화에 등장하는 전설적인 카미로 일본의 용이자 수호신인 물의 신이다. 와타츠미노카미(大綿津見神, "바다의 큰 신")는 바다의 신 류진(龍神, 용신)의 다른 이름이자 와타츠미 산신(綿津見三神)의 다른 이름으로도 여겨지고 있는데, 와타쓰미 삼신은 각각 상, 중, 하해를 지배하며 이자나기가 '명계'인 요미국에서 돌아와 용의 피를 씻을 때 만들어졌다고 한다.